# Frank Gotch

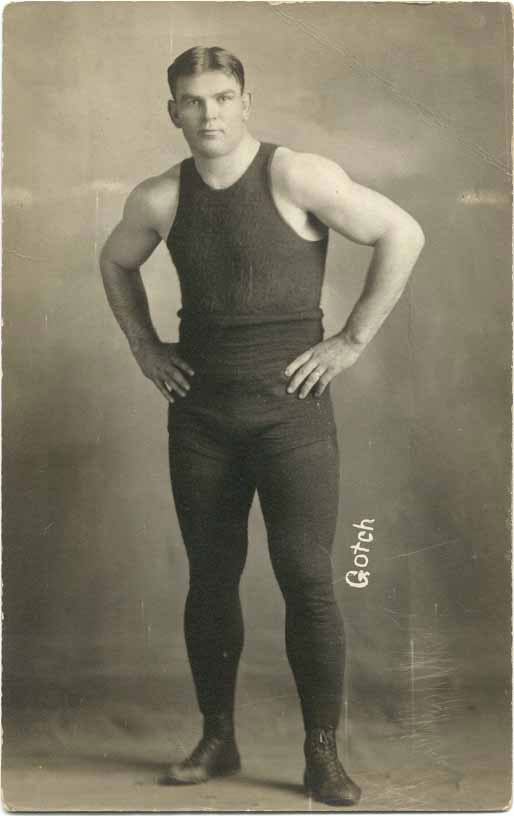
Frank Gotch

Frank Alvin Gotch (Humboldt, Iowa, 27 de abril de 1878-Humboldt, 16 de diciembre de 1916) fue un luchador profesional estadounidense de ascendencia alemana, en los inicios de la lucha profesional cuando era conocida como Catch-as-catch-can.
Frank Alvin Gotch nació el 27 de abril de 1878 en una granja ubicada unos cinco kilómetros al sur de Humboldt, en la zona centro norte de Iowa. Fue el último de nueve hijos del matrimonio constituido por Frederick Rudolph y Amelia Gotch. Sus padres se casaron en su nativa Alemania en 1855 y emigraron a los Estados Unidos en 1863. Frederick se enlistó en el Ejército de la Unión en 1864, y estuvo bajo el mando del general Ulysses Grant en el Ejército del Potomac. Frederick Gotch participó en varias batallas incluida la captura de Petersburg, donde resultó gravemente herido y fue dado de baja en 1865. Viajó hacia Iowa y se estableció al sur de Humboldt. 
Durante su juventud, Frank trabajó duro en la granja de la familia. Cursaba sus estudios de educación elemental en una escuela de un solo cuarto durante el invierno cuando no era requerido para trabajar en la granja familiar. No le gustaba estudiar pero si amaba luchar y boxear con otros muchachos, casi siempre mayores que él. Admiraba en particular a John L. Sullivan, campeón de peso pesado de boxeo a puño limpio y soñaba con seguir sus pasos
Frank participó en numerosos encuentros amistosos de lucha durante su adolescencia y se forjó una reputación de luchador recio. Su primer combate con un luchador profesional se dio el 18 de junio de 1899 cuando Dan McLeod, excampeón americano de peso pesado, se detuvo en el cercano pueblo Luverne, para ver a un grupo de lugareños jugar baseball y correr carreras en pista olímpica. McLeod desafió a cualquiera de los lugareños a un encuentro de lucha. Gotch aceptó el convite y los dos hombres lucharon en la misma pista olímpica por cerca de dos horas antes de que McLeod saliera victorioso. Gotch solo tenía veintiún años de edad e impresionó favorablemente a McLeod a tal punto que le dijo a su amigo y también campeón de lucha Martin “el Granjero” Burns que Gotch podría ser campeón si recibiera algo de entrenamiento. 
El 18 de diciembre de 1899 el Granjero Burns se encontraba en el pueblo de Fort Dodge, a unos 32 kilómetros de Humboldt, en una gira que realizaba con otros luchadores por el Medio Oeste del país. En ese día Gotch y unos amigos presenciaban el espectáculo de lucha sentados con el resto de la audiencia. En un momento determinado, Burns desafió a Gotch a luchar con él. Gotch aceptó. Burns era de contextura pequeña pero muy hábil en las más diversas técnicas de llaves de lucha. Burns ofrecía 25 dólares a cualquiera que pudiese aguantarle 15 minutos sin ser vencido por puesta de espaldas. Luego de 11 minutos Burns logró poner de espaldas a Gotch. Luego del combate Burns se dirigió al público con estas palabras: “Damas y Caballeros, nunca me enfrenté con un luchador amateur como este joven en toda mi vida. Si él me acompaña, lo haré campeón de América en unos pocos meses.” 
Gotch comenzó a entrenarse con Burns y logró rápidos avances. Ganó una serie de combates en Iowa y luego decidió irse a trabaja en Alaska en donde el boxeo y la lucha eran atracciones en los campamentos mineros. Gotch adoptó el nombre profesional de Frank Kennedy y logró el título de Campeón del Klondike. Su mayor victoria fue contra el campeón Silas Archer. Gotch ganó la suma de 30.000 dólares en solo seis meses que estuvo en Alaska. Gotch aceptó el desafío de enfrentarse en un encuentro de boxeo con el campeón de boxeo Frank Slavin. Durantes los asaltos iniciales, Slavin vapuleó a Gotch quien impotente toma a Slavin en una maniobra de lucha y lo arroja a las gradas quedando automáticamente descalificado. Gotch salva milagrosamente su vida cuando no aborda el velero que lo conduciría de vuelta a su hogar por demorarse con sus amigos y el velero se hunde con toda su tripulación y pasajeros.
- Datos: Q742936
- Multimedia: Frank Gotch / Q742936